# 布杜戈代县

布杜戈代县（Pudukkottai district）是印度的一個縣，位於該國南部，由泰米爾納德邦負責管轄，面積4,663平方公里，每年平均降雨量827毫米，識字率為80%，2011年人口1,618,725，人口密度每平方公里347人。

## 外部連結
- Pudukkottai District （页面存档备份，存于）
- Pudukkottai Wiki （页面存档备份，存于）
- Pudukkottai History
- Pudukkottai discussion forum （页面存档备份，存于）
- AllLocale.com Website for every neighbourhood in Tamil Nadu and Pudukkottai